# مفاوضات إنهاء الفصل العنصري في جنوب إفريقيا
عقدت المفاوضات لتفكيك نظام الفصل العنصري في جنوب أفريقيا بين عامي 1990 و1993 بمبادرة أحادية الجانب اتخذتها حكومة دي كليرك.
هدفت هذه المفاوضات لإنهاء نظام الفصل العنصري والتفاوض على دستور جديد لجنوب أفريقيا مع حكومة دي كليرك من الحزب الوطني (NP) في السلطة، والمؤتمر الوطني الأفريقي (ANC)، بمساعدة طائفة واسعة من المنظمات السياسية الأخرى في البرلمان أو خارج البرلمان. وأجريت مفاوضات في ظل أعمال عنف سياسية هامة في البلاد، بما في ذلك مزاعم حول وجود قوة ثالثة تدعومها الدولة لزعزعة استقرار البلاد.
في عام 1991، كان دي كليرك قد أنشأ لجنة غولدستون للتحقيق في العنف، وإذا أمكن توقعها لمنعها. سمحت اللجنة باكتشاف وجود وحدة سرية لمكافحة الإرهاب «Vlakplaas» مرتبطة بالأجهزة الأمنية لشرطة جنوب أفريقيا، وبرئاسة العقيد يوجين دي كوك (أوقف في عام 1995).
أسفرت المفاوضات على إجراء أول انتخابات متعددة الأعراق في تاريخ جنوب أفريقيا في عام 1994 بالاقتراع العام، فاز بها حزب المؤتمر الوطني الأفريقي.

## خلفية
الأبرتايد هو نظام للتمييز والعزل العنصري في حكومة جنوب أفريقيا. وتم إضفاء الطابع الرسمي عليه في عام 1948 ، مشكلًا إطارًا للهيمنة السياسية والاقتصادية من قبل السكان البيض وقيّد بشدة الحقوق السياسية للأغلبية السوداء.
في الفترة بين عامي 1960 و 1990، حُظر حزب المؤتمر الوطني الأفريقي وغيره من المنظمات السياسية المعارضة السوداء بشكل أساسي. وفي سياق اتخاذ الحزب الوطني إجراءات صارمة ضد المعارضة السوداء للأبرتايد، قُتل معظم قادة حزب المؤتمر الوطني الأفريقي ومنظمات المعارضة الأخرى أو سُجنوا أو ذهبوا إلى المنفى.
ومع ذلك، فإن زيادة الضغط المحلي والدولي على الحكومة وإدراكها أن نظام الأبرتايد لا يمكن الحفاظ عليه بالقوة إلى الأبد ولا يمكن الإطاحة به من قبل المعارضة دون الكثير من المعاناة، قاد في نهاية المطاف بكلا الجانبين إلى طاولة المفاوضات. أدى الاتفاق الثلاثي الذي وضع حدًا لحرب الحدود الجنوب أفريقية في أنغولا وناميبيا المجاورتين لإتاحة الفرصة لتهيئة الظروف المواتية للتوصل إلى تسوية تفاوضية اعترف بها الدكتور نيل بارنارد رئيس دائرة الاستخبارات الوطنية.

### إعلان مهلاباتيني لحسن النوايا
في 4 يناير 1974، التقى هاري شفارتز، زعيم الجناح الليبرالي الإصلاحي في الحزب المتحد، بغاتشا (مانغوسوثو لاحقاً) بوثيليزي، كبير المستشارين التنفيذيين لوطن السود كوازولو، ووقع خطة من خمس بنود للسلام العنصري في جنوب أفريقيا والتي أصبحت تعرف باسم إعلان مهلاباتيني لحسن النوايا.
جاء في نص الإعلان أن «حالة جنوب أفريقيا في الساحة العالمية إلى جانب العلاقات المجتمعية الداخلية تتطلب، حسب رأينا، قبول بعض المفاهيم الأساسية للتنمية الاقتصادية والاجتماعية والدستورية لبلدنا». ودعا الإعلان إلى إجراء مفاوضات تشمل جميع الشعوب من أجل وضع مقترحات دستورية تؤكد على إتاحة الفرصة للجميع مع وثيقة حقوق لصون هذه الحقوق. أشار إلى أن المفهوم الاتحادي هو الإطار المناسب لإجراء هذه التغييرات. وأكد أيضًا أن التغيير السياسي يجب أن يحدث بوسائل سلمية.
كان هذا الإعلان أول اتفاق من هذا النوع يبرمه زعماء سياسيون معترف بهم من السود والبيض في جنوب أفريقيا ويؤكد على هذه المبادئ. وأعلن الالتزام بالسعي السلمي إلى التغيير السياسي في وقت لم يتطلع فيه الحزب الوطني ولا المؤتمر الوطني الأفريقي إلى حلول سلمية أو حوار. وقد أشادت الصحافة الناطقة بالإنكليزية الإعلان بوصفه إنجازًا في العلاقات العرقية في جنوب أفريقيا. وبعد وقت قصير من صدوره، أيد الإعلان عدد من رؤساء وزراء أوطان السود، بمن فيهم سيدريك فاتودي (ليبوا) لوكاس مانغوبي (بوبوتتسوانا) وهدسون نيسانويشي (غازانكولو). على الرغم من الدعم الكبير من الزعماء السود والصحافة وشخصيات ليبرالية ناطقة باللغة الإنجليزية مثل آلان باتون، فقد شهد الإعلان معارضة قوية من الحزب الوطني والصحافة الأفريكانية والجناح المحافظ للحزب المتحد بزعامة هاري شفارتز.

### التواصل الأول
كانت اللقاءات الأولى بين حكومة جنوب أفريقيا ونيلسون مانديلا مدفوعة بجهاز الاستخبارات الوطني تحت قيادة نيل بارنارد ونائب مديره العام مايك لو. كانت هذه الاجتماعات سرية بطبيعتها وكان الهدف منها التوصل إلى تفاهم بشأن ما إذا كانت هناك أسباب مشتركة كافية لمحادثات السلام في المستقبل. ومع تطور هذه الاجتماعات، نشأ مستوى من الثقة بين الجهات الفاعلة الرئيسية (بارنارد، لو، ومانديلا). ولتيسير المحادثات في المستقبل مع الحفاظ على السرية اللازمة لحماية العملية، رتب بارنارد لنقل مانديلا من جزيرة روبن إلى سجن بولسمور في عام 1982. وقد أتاح ذلك لمانديلا مسكن أكثر راحة، وأتاح أيضًا الوصول الأسهل دون المخاطرة بكشف اللقاء. ولذلك توسط بارنارد في التوصل إلى اتفاق مبدئي بشأن ما أصبح يعرف باسم «المحادثات بشأن المحادثات». وفي هذه المرحلة انتقلت هذه العملية من مستوى المشاركة السرية إلى مستوى المشاركة العامة.
عُقد أول اجتماع مبدئي بين مانديلا وحكومة الحزب الوطني حينما كان بيتر وليم بوتا رئيسًا للدولة. في نوفمبر 1985، التقى الوزير كوبي كوتسي مانديلا في المستشفى بينما كان مانديلا يتعافى من جراحة البروستات. وعلى مدى السنوات الأربع التالية، جرت سلسلة من الاجتماعات غير النهائية، التي مهدت لمزيد من الاتصال والمفاوضات في المستقبل، ولكن لم يتم إحراز تقدم حقيقي يذكر، وظلت الاجتماعات سرية حتى عدة سنوات لاحقة.
بينما أخذت المحادثات السرية تؤتي أُكُلَها وبدأت المشاركة السياسية، انسحبت دائرة الاستخبارات الوطنية من قلب الأحداث، وانتقلت إلى مرحلة جديدة من أنشطة الدعم التنفيذي. وقد صُممت هذه المرحلة الجديدة لجس الرأي العام بشأن حل تفاوضي. وكان من بين الأمور الأساسية لهذا التخطيط مبادرة أصبحت تعرف في دوائر قوات الأمن باسم «داكار سفاري» التي شهدت تحاور عدد من صانعي الرأي البارزين الأفريكانيين مع حزب المؤتمر الوطني الأفريقي في داكار، السنغال وليفركوزن، ألمانيا في مناسبات نظمها معهد البدائل الديمقراطية في جنوب أفريقيا. ولم يكن الهدف التنفيذي لهذا الاجتماع فهم آراء الجهات الفاعلة نفسها -وهو ما كان جليًا في هذه المرحلة داخل دوائر الإدارة الاستراتيجية- بل سبر الرأي العام بشأن الانتقال من موقف المواجهة والقمع الأمني السابق إلى موقف جديد يقوم على المشاركة والتواؤم.

### رفع الحظر عن منظمات المعارضة والإفراج عن مانديلا
عندما أصبح فريديريك ويليم دي كليرك رئيسًا في عام 1989، كان قادرًا على استكمال المفاوضات السرية السابقة مع مانديلا المسجون. وقد جرت أولى الخطوات الهامة نحو المفاوضات الرسمية في فبراير 1990 عندما أعلن دي كليرك في خطابه عند افتتاح البرلمان إلغاء الحظر المفروض على حزب المؤتمر الوطني الأفريقي وغيره من المنظمات المحظورة، والإفراج عن زعيم حزب المؤتمر الوطني الأفريقي نيلسون مانديلا بعد 27 عامًا في السجن.